# Karl Offmann
Karl Auguste Offmann (Port Louis, 25 novembre 1940 – 12 marzo 2022) è stato un politico mauriziano.
È stato il terzo Presidente di Mauritius, in carica dal febbraio 2002 all'ottobre 2003.